# PlayUA
PlayUA — українське інтернет-видання, засноване 2009 року, основною тематикою якого є індустрія відеоігор.
Головний редактор PlayUA — Олег Куліков.

## Мета
Основна мета проєкту PlayUA:
- Головною мовою порталу вважається українська мова, з незначними вкрапленнями українського геймерського сленгу та фахової термінології.
- Можливе використання іншомовних версій сайту, у випадку, якщо це не обмежуватиме та не принижуватиме права і можливості української авдиторії щодо використання ресурсу PlayUA.
- У своїй фаховій діяльності журналісти, рецензенти та інші працівники PlayUA дотримуються принципів об'єктивності та справедливості під час висвітлення подій і явищ українського і світового геймерства у межах чинного законодавства України та з огляду на морально-етичні норми України.
- Левова частка діяльності порталу спрямована на пропаганду придбання ліцензійних копій ігор та формування високої культури українського геймінгу.
- Будь-які спроби образ чи приниження когось із відвідувачів на сторінках сайту караються перманентним баном.
- Основна мета діяльності — повна українізація українського геймінгу та медіапростору, що його описує[2][ангажоване джерело].

## Історія
У 2009 році одночасно з'явилося кілька україномовних онлайн видань з відеоігрової тематики: інтернет-журнал «Князь ігор» та прямий конкурент PlayUA інтернет-видання OpenGamer (укр. «ОпенГеймер»).
У 2012 році керівництво PlayUA безуспішно спробувало подаватися на грант від компанії Nescafe "Ідея Х від Nescafe", переможець якого отримував 100 тис. гривень на реалізацію своєї ідеї.
У 2013 році було створено профспілку україномовних ігрових інтернет-видань, що складалася з п'яти членів: PlayUA, OpenGamer, DigiFun.info, Gamau.net, та Zadrot.co.ua.
У 2019 році PR компанія vp-production виконала аудіобрендинг для PlayUA для усіх їх аудіо та відео продукції (відеооглядів, аудіоподкастів тощо).
У лютому 2021 року щойностворена Національна комісія зі стандартів державної мови залучила найбільші україномовні ігрові спільноти - PlayUA, Steam українською, Unlocteam, STS-UA, SBT Localization, та «Екзордіум» — для розробки чіткого стандарту україномовної термінології у відеоіграх.

### Початок роботи
| Хронологія логотипів              |
| --------------------------------- |
|                                   |
| 20 жовтня 2009 — 1 жовтня 2011    |
|                                   |
| 1 жовтня 2011 — 4 листопада 2013  |
|                                   |
| 4 листопада 2013 — 31 жовтня 2014 |
|                                   |
| 31 жовтня 2014 — дотепер          |

Портал бере свій початок 20 листопада 2009 р. з ідеї декількох осіб створити свій невеличкий форум для обговорення відеоігор українською мовою, цього ж дня і був зареєстрований домен playua. З самого початку існування порталу його URL був playua.in.ua. 6 травня 2010 року в мережі «YouTube» користувачем «mou5egamers» було викладено україномовну аматорську відеорецензію на комп'ютерну гру «Assassin's Creed 2» (озвучка, геймплей — Роман Леонтович (LordWerNeo); автор тексту, режисер — Юрій Гучок (JATR1X)). Впродовж місяця з'явились нові відеорецензії на комп'ютерні ігри «DiRT2» та «Metro 2033». Після тривалої паузи в кінці серпня – на початку вересня вийшли рецензії на комп'ютерні ігри «Splinter Cell Conviction» та «Split/Second».
Паралельно, в мережі «YouTube» 7 вересня 2010 року користувачем «PlayUA Channel» було викладено відеорецензію на гру «Mafia II», де вперше було застосовано характерну заставку (нарізку з комп'ютерних ігор «Call of Duty: Black Ops», «Halo», «Crysis»), а через кілька днів «mou5egamers» опубліковує власну відеорецензію на «Mafia II», де присутня та ж сама заставка, а також посилання на офіційний сайт. В жовтні — листопаді «mou5egamers» продовжує публікувати відеорецензії на ігри «F1 2010», «FIFA 11», «Fallout: New Vegas», а «PlayUA Channel» опубліковує рецензію на гру «Medal of Honor» (2010) (озвучка — UA2004; автори огляду: adidas2008ua, Pawklo, Відеомонтаж: adidas2008ua), після чого випуски відеорецензій призупиняються, а на сайті починає публікуватися інформація про новинки ігрової індустрії та технологій.
З 17 липня 2011 року на порталі починають публікуватися щотижневі відеоновини «PlayNews». Перший випуск був озвучений користувачем «Troyan», подальші — письменником Олексою Мельником (snovyda), Оксаною Зоркою (Kraka) та Олегом Куліковим (AbsoLooser). Також портал продовжує створювати письмові та відеорецензії для ігор різних платформ, публікувати новини і аналітичні статті, перекладати трейлери відеоігор та провадити різноманітні акції.

### Сучасний PlayUA
Команда PlayUA висвітлює останні новини геймерського світу, публікує огляди фільмів, відеоігор, коміксів та комп'ютерного обладнання, влаштовує різноманітні конкурси. Також портал публікує інтерв'ю з розробниками відеоігор, та іншими людьми які мають стосунок до ґік-індустрії та виявляє медійну підтримку перекладачам, що самотужки локалізують ігри українською мовою.
Окрім основного youtube-каналу  [Архівовано 28 червня 2021 у Wayback Machine.] PlayUA має канал «PlayUA — Дубльовані відео» [Архівовано 28 липня 2021 у Wayback Machine.], де випускає озвучення українською відео та серіалів. Канал випустив озвучення таких ігрових серіалів як: «Fallout — Ядерна перерва», «Репортер DOTA 2», «Skyrim: Старечі Каракулі», «Пригоди Нублі» та інші, а також озвучив ігрові трейлери та щоденники розробників. З 1 березня 2015 р. відкрито новий канал «PlayUA — LIVE» [Архівовано 28 липня 2021 у Wayback Machine.], де публікуються стріми та проходження відеоігор.
PlayUa має свій канал  [Архівовано 24 червня 2021 у Wayback Machine.] на платформі Twitch, де регулярно проводить стріми по відеоіграх.
Для зв'язку з ігровою спільнотою, портал має свій канал у чаті для геймерів Discord.
На даний момент офіційним партнером сайту є інтернет-магазин 3ona51 [Архівовано 28 липня 2021 у Wayback Machine.].

## Проєкти

### Вебсайт з ігроновинами playua.net
Розділи вебсайтузакриті
- «LeДveUP» (05.02.2012 — 10.05.2013) — рубрика, яка розповідала про прокачування персонажа, про особливості зброї в певній грі, про те, як можна швидше здобути досягнення.
- «Погляд у минуле» (27.02.2012 — 27.11.2013) — огляд найцікавіших ігор на ПК та консолях, реліз яких відбувся 5 і більше років тому.
- «Гра з яйцями» (30.05.2012 — 02.07.2014) — рубрика, де проводився огляд і розбір пасхальних яєць.
- «Залізний погляд» (17.07.2012 — 13.12.2014) — рубрика про те, які ігри загартовують дух геймера.
- «Чартівня» (01.03.2012 — 27.01.2016) — рубрика, у якій складалися рейтинги з різних відеоігор.
- «Героям Слава» (11.11.2013 — 10.07.2014) — огляд конкретного персонажа серії відеоігор і огляд його біографії.
- «Ігрочайники» (06.10.2014 — 08.11.2015) — подкаст про те, як гратися в ігри без єдиного слова про те, як гратися в ігри.
- «Warhammer для чайників» (25.02.2015 — 29.07.2017) — документальна рубрика, у якій розповідається про започаткування, особливості та історію всесвіту Warhammer.

Розділи вебсайтудіючі
- «PlayNews» (17.02.2011 — досі виходить) — щотижневик про найважливіші події і явища зі світу відеоігор.
- «Bit'ання з минулого» (30.09.2013 — досі виходить) — рубрика, у якій проводиться огляд 8-бітних та 16-бітних відеозабавок
- «Перші враження» (09.05.2014 — досі виходить) — рубрика про враження від фільму або перших хвилин гри.
- «Порадник геймера» (01.09.2014 — досі виходить) — рубрика про релізи ігор, які будуть виходити певного місяця і про очікування від них.
- «Ретроспектива» (01.05.2015 — досі виходить) — серія статей або стрімів у яких проводиться детальний огляд певної відеоігрової франшизи.
- «ЩоВКіно» (02.11.2016 — досі виходить) — рубрика про релізи фільмів, які будуть виходити певного місяця і про очікування від них.
- «Історія серії» (15.05.2016 — досі виходить) — рубрика у якій проводиться огляд серій відеоігор.
- «Дайджест коміксів» (12.06.2019 — досі виходить) — рубрика про релізи коміксів, які будуть виходити певного місяця і про очікування від них.